# Felix Räuber

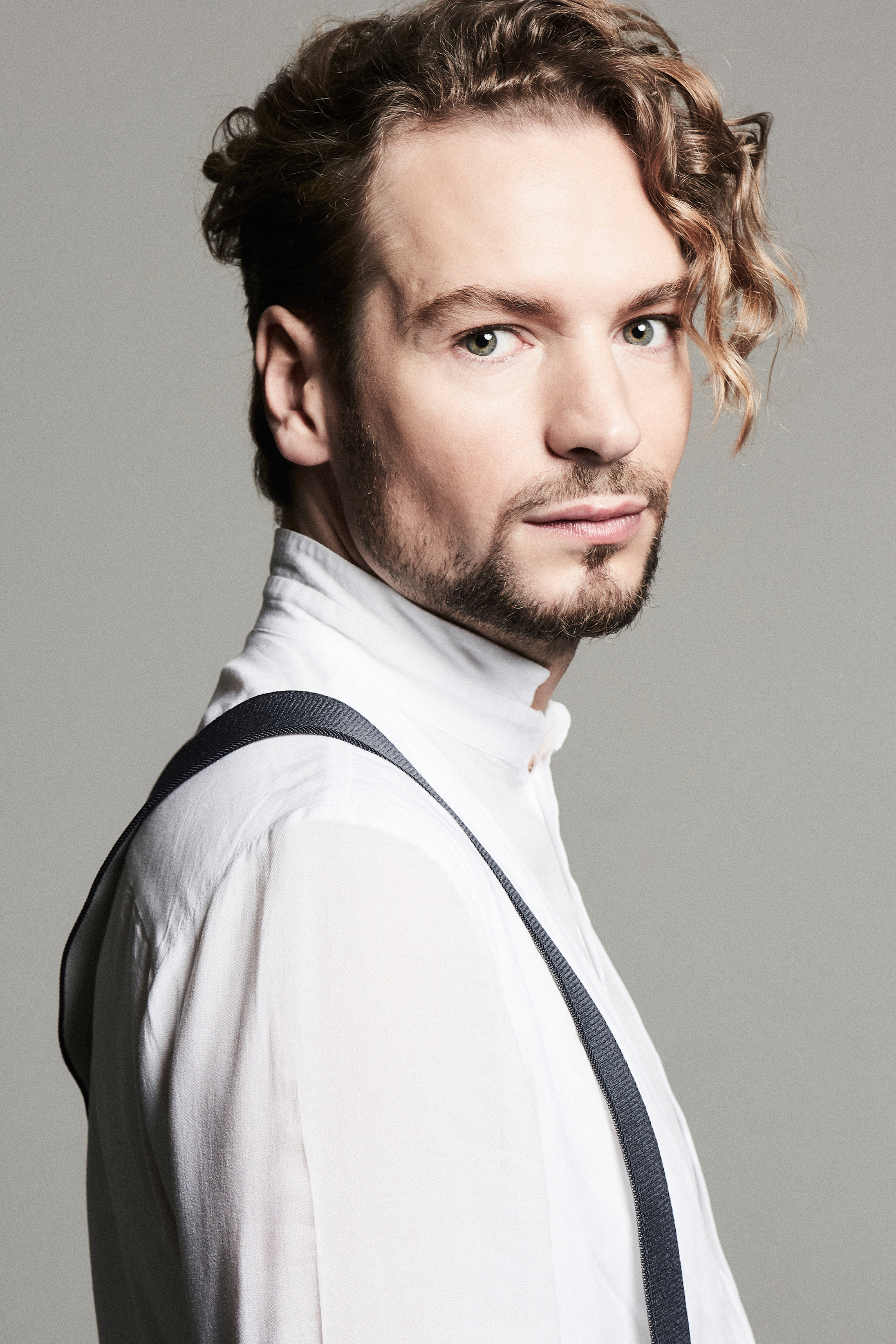
Felix Räuber

Felix Räuber (* 26. Juni 1984 in Dresden) ist ein deutscher Sänger, Songwriter und Musikproduzent.

## Leben
Felix Räuber wuchs in Dresden auf. Mit 13 Jahren gründete er im Keller des Elternhauses seine erste Band. Aus der Kernbesetzung entwickelte sich später die Indie-Pop-Band "Polarkreis 18". Das erste Studioalbum (2007) führte die von Frontmann und Sänger Räuber präsentierte Band mit mehr als 200 Konzerten durch  Europa, u. a. auch als Support für die "Smashing Pumpkins", "Depeche Mode" oder "Wir sind Helden".
Im darauffolgenden Jahr erreichte das zweite Studioalbum auf Anhieb die Top 20 der deutschen Albumcharts und erlangte durch den 200.000-maligen Verkauf Gold-Status. Die erste Singleauskopplung Allein Allein wurde ab September 2008 zu einem der erfolgreichsten deutschsprachigen Songs aller Zeiten (Platin-Status) und avancierte zum Welthit – der erste Platz der deutschen Singlecharts wurde mehr als eine halbe Million Mal verkauft.
Danach kam es zum Bruch und zur Zäsur. Das dritte Polarkreis-Album konnte die hohen Erwartungen nicht erfüllen. Die Band entschied sich für eine Pause. Räuber ging 2012 nach Berlin, um sich als Künstler neu auszurichten. Er arbeitete als Schauspieler und Dozent, baute sich ein eigenes Studio auf und produzierte Alben und EPs. Im Jahr 2014 begann Räuber zusammen mit Eva Croissant die Arbeit an einem neuen Pop-Projekt namens "Zwei von Millionen", welches 2017 bei Universal Music veröffentlicht wurde.
2018 gründete er in Berlin sein erstes Soloprojekt Felix Räuber. Ende 2019 spielte er eine große GSA-Tour gemeinsam mit MiA. 2023 veröffentlichte er den Dokumentarfilm Wie klingt Heimat?, zu dem es eine Ausstellung im Museum für Sächsische Volkskunst gab.
Felix Räuber lebt in Dresden und Berlin.

## Diskografie
Studioalben
- 2005: Look - Polarkreis 18
- 2007: Polarkreis 18 - Polarkreis 18
- 2009: The Color of Snow - Polarkreis 18
- 2010: Frei - Polarkreis 18
- 2017: Zwei Von Millionen - Zwei Von Millionen
- 2023: The Art Of Dreaming (mit Martin Herzberg) – Neue Meister

EPs
- 2018: Wall - Felix Räuber
- 2019: Me - Felix Räuber
- 2021: Autsider - Felix Räuber
- 2021: Symphonic - Felix Räuber

Singles
- 2015: Biste Mode - MiA., Felix Räuber
- 2017: Same Mistake (But Different) - Jan Blomqvist, Felix Räuber
- 2020: Wir Sind Nicht Allein (Allein Allein) - Frey, Sway Gray, Felix Räuber
- 2021: Rediscover (From "Travel Where You Are")
- 2021: Blue Monday - Felix Räuber, Alex Christensen, The Berlin Orchestra

Videos
- WALL: https://www.youtube.com/watch?v=Z2-R0oAB_WQ (nominated at ÉCU European Independent Film Festival)
- Burning Sky: https://www.youtube.com/watch?v=HnwIf1rlnvs
- Après Minuit (feat. Schlindwein): https://www.youtube.com/watch?v=0K1lwSB92Z0

## Auszeichnungen

### Polarkreis 18
Platin-Schallplatte
- Dänemark
  - 2009: für die Single Allein Allein

Anmerkung: Auszeichnungen in Ländern aus den Charttabellen bzw. Chartboxen sind in ebendiesen zu finden.
| Land/Region        | Gold | Platin | Verkäufe | Quellen           |
| ------------------ | ---- | ------ | -------- | ----------------- |
| Dänemark (IFPI)    | —    | 1      | 30.000   | ifpi.dk           |
| Deutschland (BVMI) | 2    | 1      | 550.000  | musikindustrie.de |
| Insgesamt          | 2    | 2      |          |                   |

2008: Gold für Album „The Color of Snow“
2008: Platin für Single „Allein Allein“
2009: Echo Nominierung in der Kategorie „Bestes Musikvideo“